# سیلویو هاینفتر
سیلویو هاینفتر (آلمانی: Silvio Heinevetter؛ زادهٔ ۲۱ اکتبر ۱۹۸۴) بازیکن هندبال اهل آلمان است.